# Fernando Larcher
Fernando Larcher (1857-1922), general e par do Reino, e defensor do património histórico-militar.

## Biografia

### Carreira
1. Em 15 de Julho de 1875, tendo catorze anos assenta praça como voluntário no regimento de cavalaria nº 2, entrando pouco depois, em 20 de Outubro de 1876, na antiga Escola do Exército, onde é aluno premiado, e conclui o curso de cavalaria em 27 de Dezembro de 1878.  Promovido a alferes graduado para o regimento de cavalaria nº2, lanceiros da rainha, por decreto de 8 de Janeiro de 1879, ascendendo depois a tenente para o regimento de cavalaria nº4, por decreto de Outubro de 1886. Passou depois pelos regimentos de cavalaria nº1, lanceiros de Victor Manuel, nº2, nº7 e nº9, sendo colocado no Estado maior da arma em 30 de Maio de 1891. Manifestando desse cedo o seu interesse pelos assuntos históricos e culturais, é nomeado em Dezembro deste ano para proceder à escolha e classificação dos livros e documentos existentes no arquivo geral do ministério da guerra, descriminando os que se deviam publicar.
2. Em 1894, sendo adjunto ao gabinete ministerial da Guerra, é sucessivamente nomeado membro da Comissão dos monumentos nacionais (Mar.), cavaleiro da Ordem de São Tiago de mérito científico, literário e artístico (21 Mar.), secretário da comissão encarregada de elaborar o plano da organização de uma biblioteca central militar e o programa e orçamento de uma publicação periódica de caracter oficial (6 Jul.) e capitão (12 de Jul.).
A sua acção na Comissão, presidida por Possidónio da Silva, que iniciara os trabalhos em Abril de 1893, veio-se a revelar essencial no respeitante aos monumentos militares, porque viabilizou acordos fundamentais com o Ministério da Guerra.
Desde logo, desenvolveu um conjunto de iniciativas para salvar monumentos militares que se encontravam abandonados e em perfeita ruína, nomeadamente os castelos de Bragança, Palmela, Lisboa e Sesimbra.
Logo a 30 de Março envia uma importante carta a título de consulta sobre a necessidade de acordo entre a Comissão e o Ministro da Guerra a propósito dos monumentos militares. Referindo-se à situação do património, afirma que “Despoe o ministerio da guerra pela sua índole e organização especial de elementos valiosos, que urge não desperdiçar para bom êxito da nova cruzada que vamos empreender; poderemos para facilidade da exposição consideral-os divididos em duas classes principaes a saber: - A matéria prima e o pessoal.
E conclui: “Resumindo a minha ideia. – Creio ser de toda a conveniência que a comissão se entenda com Sua Excia o Ministro da Guerra […] para que servindo-se fazer baixar da sua secretaria d’estado as necessárias ordens, estabeleça relações directas e amigáveis entre a nossa comissão e os elementos que acima ficaram apontados, especializando as inspecções d’engenharia juntas das divisões militares, para que nós possamos entrar com firmeza e segurança no verdadeiro caminho que nos propusemos seguir.”  
A ideia vem com efeito a concretizar-se. Da aprovação da consulta resulta uma reunião entre Luciano Cordeiro, Fernando Larcher e o Ministro da Guerra, Pimentel Pinto, na qual se estabelece a integração dos monumentos militares no cadastro dos monumentos nacionais. Em Dezembro de 1895 estão estabelecidas as bases práticas desta cooperação, deles resultando a viabilização da intervenção de inspectores militares de castelos e outros monumentos, que garantiria a permanência de muitos castelos e fortificações que chegaram até nós.
3. Em 1896, sucede, por direito hereditário, a seu pai na Câmara dos Pares, tomando assento na sessão de 18 de Março, manifestando-se nesses anos finais do século, um paladino da defesa do património.
Logo em Janeiro de 1897 apresenta na Câmara dos pares um projecto de lei tendente a acautelar os monumentos nacionais. Num cuidado relatório prévio, aborda sucessivamente a lacuna da legislação da salvaguarda do património em Portugal, a evolução da legislação de protecção do património em França, desde o pós Revolução à lei de 30 de Março de 1887, a necessidade de protecção dos monumentos portugueses, a legislação comparada de protecção dos monumentos e objectos de arte, as bases para  uma legislação protectora dos monumentos históricos e objectos de arte em Portugal e a regulamentação duma comissão dos monumentos nacionais. O projecto constituído por 22 artigos que abordam sucessivamente o património imóvel (art.1º-9º), móvel (art.10º-16º) e arqueológico (art.17º), a tutela (artºs18º-21º) e o património das províncias ultramarinas (art.22º), é próximo da lei francesa de 1887. 
Malgrado o apoio ao projecto de imediato manifestado pelo ministro das Obras Públicas, as vicissitudes políticas, nomeadamente a queda do governo Hintze Ribeiro em 7 de Fevereiro, e o fim da sessão legislativa, levam à sua não concretização. 
Nas intervenções no hemiciclo bate-se particularmente em prol da salvaguarda do convento de São Félix de Chelas e contra o gazómetro que macula a Torre de Belém.
4. A sua acção na Câmara dos Pares não se limitou ao património cultural. Em 1901 e 1902 foi eleito 2º secretário da Câmara, sendo 1º seu primo 2º visconde de Athouguia, e integrou várias comissões parlamentares Guerra (1896), Marinha (1897 e 1901 a 1904), petições (1901 e 1902), Paz e arbitragem (1904). Na Comissão da Guerra desempenhou as funções de secretário nos anos de 1899, 1901 e 1902.
Em 27 de Setembro de 1889 é nomeado vogal do Conselho Superior dos Monumentos Nacionais, em 19 de Dezembro de 1893 vogal agregado da Comissão dos Monumentos Nacionais (1882-1898), e por portaria do Ministério de Obras Públicas, vogal do Conselho dos Monumentos Nacionais (1901-1911), função que desempenhará até 1910.
5. Na passagem do século a sua actividade militar sucede-se em vários regimentos de cavalaria: de Dezembro de 1898 a Outubro de 1899 cavalaria 9, de Outubro de 1899 a Outubro de 1900 cavalaria 1. Passa depois por cavalaria 3. Mas parte significativa do seu tempo é despendida na actividade parlamentar. Em 14 de Fevereiro de 1902 o Chefe da 1ª Repartição , levanta mesmo o problema da sua contagem do tempo na carreira militar.
6. Na passagem do século a sua actividade militar sucede-se em vários regimentos de cavalaria: de Dezembro de 1898 a Outubro de 1899 cavalaria 9, de Outubro de 1899 a Outubro de 1900 cavalaria 1. Passa depois por cavalaria 3. Mas parte significativa do seu tempo é despendida na actividade parlamentar. Em 14 de Fevereiro de 1902 o Chefe da 1ª Repartição , levanta mesmo o problema da sua contagem do tempo na carreira militar.
7. Em 22 de Agosto de 1902, sendo Fernando Larcher capitão do Regimento de Cavalaria nº 3 do Rei Eduardo VII,  é nomeado membro honorário da Real Ordem de Vitoriana (Royal Victorian Order). Em Abril de 1903, aquando da visita de Eduardo VII será o oficial às ordens do monarca inglês.
Em 31 de Dezembro de 1902 é nomeado vogal da comissão militar dos caminhos de ferro. 
Desde Dezembro de 1897 a 1904 pertence à direcção da Revista do Exército e da Armada (1865-1907), onde promove anonimamente a publicação documentos históricos. 
Assim vêm a lume:
- “Subsidios para a História Militar de Portugal “, começados a publicar no v. XII de 1899, no nº 69 de Janeiro de 1899, p.29.
- “Serie chronologica da correspondência diplomático-militar mais interessante do General Bernardino Freire d’Andrada, comandante em chefe do exercito Portuguez destinado ao resgate de Lisboa com a Junta Provisional do Governo Supremo estabelecido na cidade do Porto e o Quartel General do Exercito auxiliar de S.Magestade Britanica em Portugal”, iniciado a publicar em Jan.1899 e interrompida a partir de Fev., e 
- “Correspondência do marechal Beresford com D.Miguel Pereira Forjaz”, que surge na p.151 do v.XV, nº89, de Set.1900, e de que foram publicados até Set.de 1904 459 documentos.
Em 1906 é promovido a major e no mesmo ano, representa a Sociedade portuguesa da Cruz Vermelha no Congresso da Cruz Vermelha em Londres, em Junho de 1907. 
Promovido a tenente coronel e a general em 1910, abandona neste ano o serviço militar activo passando ao quadro da reserva em 22 de Novembro de 1910. 
A sua acção parlamentar finda também. Com a implantação da República, no mês anterior, a Câmara dos Pares fechara as suas portas.
8. A partir de então dedica-se fundamentalmente aos seus estudos de história e de questões sociais coevas.
Tem um papel relevante no Grande Oriente Lusitano, como venerável da Loja "Cavalheiros de Nemesis", presidindo ao Conselho da Ordem em 1913.
Quando falece em 7 de Setembro de 1922, na sua residência na Rua da Junqueira, nº279, era Presidente da Assembleia Geral da Revista Militar. Na sessão de 9 de Setembro, o Presidente do Senado participou o seu falecimento propondo que se lance um voto de sentimento, proposta a que se associaram os senadores Ramos de Miranda, Dias de Andrade, Xavier da Silva, José de Sequeira, e o ministro da Guerra em nome do governo, o qual afirmou: “O Snr. general Fernando Larcher era um distinto oficial da arma da cavalaria e um grande carácter. Apesar de ter militado no campo monárquico era um espírito muito liberal e acatou sempre a República.”   
Em 1923 ainda consta como vogal honorário do Conselho de Arte e Arqueologia, 1ª circunscrição, conjuntamente com Afonso Costa, Afonso Lopes Vieira, António José de Almeida, Bernardino Machado, Conde dos Olivaes e Penha Longa, condessa de Carvalhido, Fernando de Serpa Pimentel, Manuel de Brito Camacho e visconde de Athouguia.

### Dados genealógicos
Fernando Larcher nasceu em Lisboa, na freguesia da Lapa, em 24 de Dezembro de 1857, sendo filho do engenheiro, coronel de Estado Maior e par do reino Jaime Larcher (1827-1889) e de sua mulher D. Elisa Maria Adélia de Ornellas e Vasconcellos de São Pedro Larcher, e neto por via paterna do conselheiro e par do Reino Joaquim Larcher (1797-1865), que fora prefeito do Alentejo, director da Biblioteca Pública (actual Biblioteca Nacional), deputado, primeiro Governador civil de Lisboa, cofundador com Almeida Garrett do Teatro Nacional, primeiro Director-Geral do Comércio, Agricultura e Manufacturas, etc., e por via materna do senador e par do reino Daniel de Ornelas e Vasconcelos (1800-1878), barão de São Pedro. Era bisneto por varonia de José Larcher (+1820), que instalando-se em Portalegre em 1773, fora o tronco da família em Portugal.